# Bäckaby distrikt
Bäckaby distrikt är ett distrikt i Vetlanda kommun och Jönköpings län. 
Distriktet ligger i sydvästra delen av kommunen. 

## Tidigare administrativ tillhörighet
Distriktet inrättades 2016 och utgörs av socknen Bäckaby i Vetlanda kommun.
Området motsvarar den omfattning Bäckaby församling hade vid årsskiftet 1999/2000.